# Közgazdaságtan

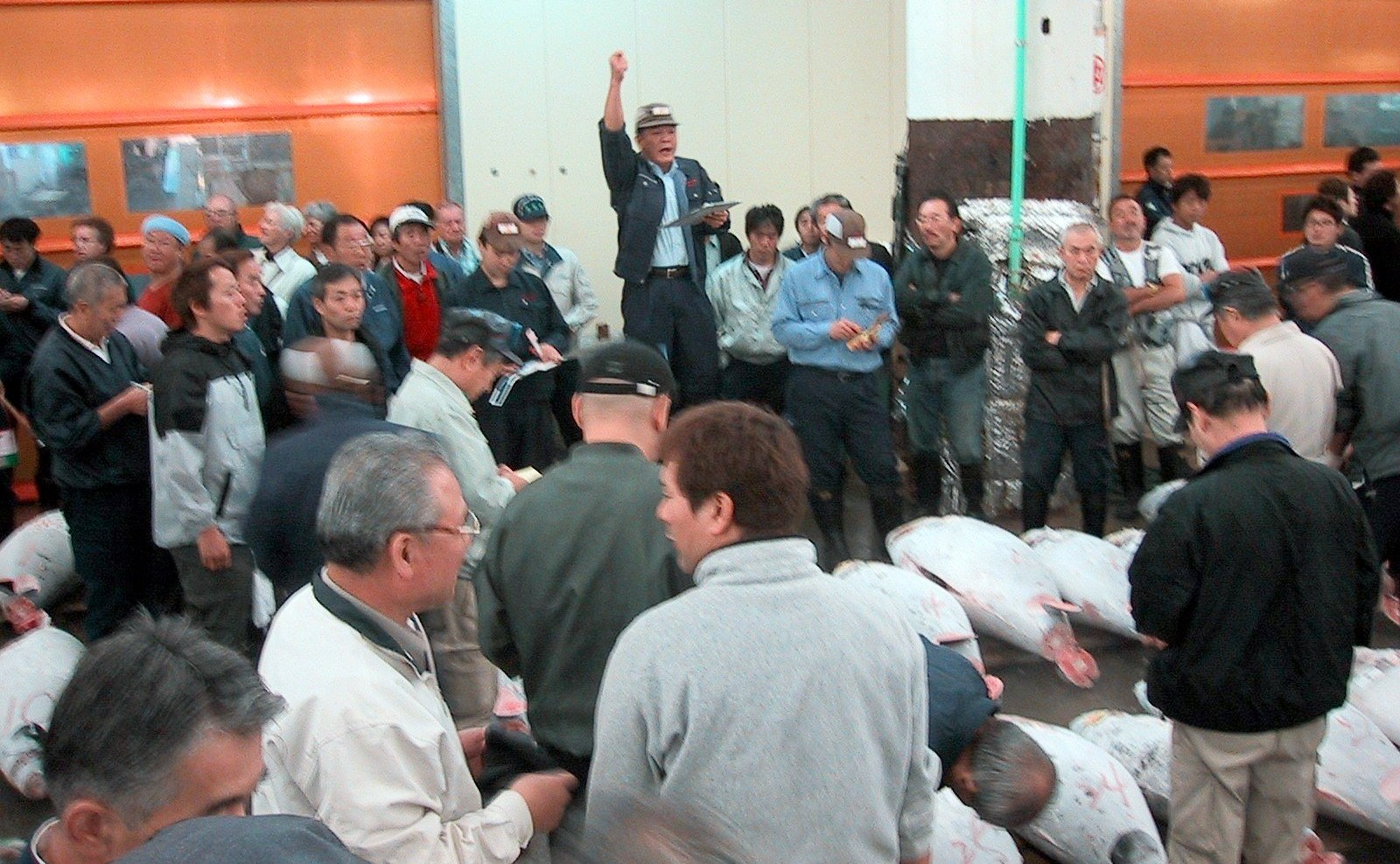
Tonhalárverés a Cukidzsi halpiacon (Japán). A közgazdaságtan mindenekelőtt a javak – például a tonhalak – társadalmon belüli elosztásának kérdéseivel foglalkozik

A közgazdaságtan olyan társadalomtudomány, amely a gazdasági rendszerrel, vagyis a javak megtermelésével, elosztásával, értékelésével és fogyasztásával foglalkozik. Más megfogalmazásban a közgazdaságtan a szűkösség viszonyai közötti választások és döntések tudománya; az embercsoportoknak a gazdasági folyamatban, vagyis a termelésben, az elosztásban, a cserében és fogyasztásban felmerülő döntési alternatíváival foglalkozó társadalomtudomány. A közgazdaságtan két legfontosabb ága a mikroökonómia és makroökonómia. A mikroökonómia a gazdaság egyéni szereplőinek és egyes alkotóelemeinek viselkedésével, például egyetlen termék árának kialakulásával, illetve egyetlen fogyasztó vagy termelő magatartásával foglalkozó elemzés. A makroökonómia a gazdaság egészének működésével, a kibocsátással, a jövedelemmel, árszínvonnallal, külkereskedelemmel, munkanélküliséggel és más aggregált gazdasági változókkal foglalkozó elemzés. A közgazdászok gyakran megkülönböztetik a pozitív közgazdaságtant, amely a gazdasági jelenségek értékelés nélküli magyarázatával és leírásával foglalkozik, és a normatív közgazdaságtant, amely értékítéletet alkot és a jövőre vonatkozó döntéseket alapozza meg.
A szónak az európai nyelvek többségében használt megfelelője – „ökonómia” – a görög „oikosz” (ház, háztartás) és „nomosz” (törvény, szabály) szavak összetételéből származik, és eredetileg a háztartás és birtok, valamint a (város)állam adminisztrációjának anyagi ügyeiről szóló vitára utalt.

## A közgazdaságtan alapkérdései
- A „Mit termeljenek?” kérdés arra keresi a választ, hogy a gazdaság szereplői milyen javakat és szolgáltatásokat, azok milyen mennyiségét és minőségét állítsák elő.
- A „Hogyan termeljenek?” kérdés azzal kapcsolatos, hogy a termelési tényezőket sokféle arányban lehet kombinálni. A fejlett országokban általában tőke-intenzív, a kevésbé fejlett gazdaságok munka-intenzív technológiákat alkalmaznak.
- A „Kinek termeljenek?” kérdés arra keresi a választ, hogy a különféle javakat és szolgáltatásokat kik fogják elfogyasztani. Milyen elvek alapján osztják el a megtermelt javakat és a keletkezett jövedelmeket.

## A közgazdaságtan rövid története
Már az ókor legnagyobb gondolkodói – köztük is elsősorban Platón és Arisztotelész –, majd a középkorban Hippói Szent Ágoston és Aquinói Szent Tamás foglalkoztak műveikben gazdasági kérdésekkel. Mindegyikőjükre jellemző, hogy a gazdasági élet jelenségeit elsősorban erkölcsi szemszögből vizsgálták, így például elítélték a kamatszedést és a spekulációt.

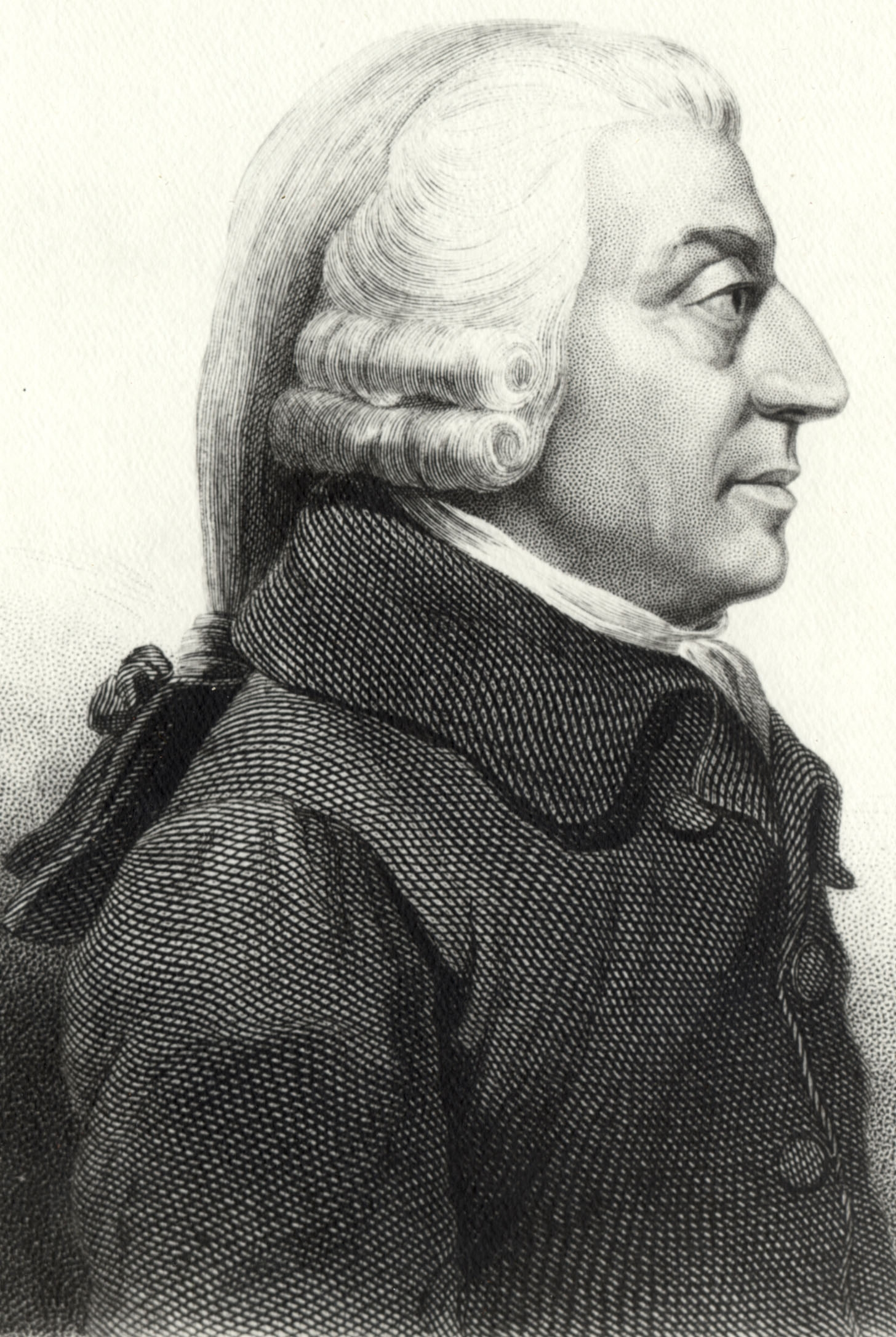
Adam Smith, a közgazdaságtan megteremtője az 1776-ban megjelent A nemzetek gazdagsága című alapművével

Az újkorban a gazdasági és társadalmi viszonyok és velük párhuzamosan a tudomány, az eszmék gyökeres megváltozása következtében alakulhatott ki a közgazdaságtan önálló tudománya. Ekkor vált általános meggyőződéssé, hogy a társadalom, hasonlóan a természethez, meghatározott, sőt általában matematikai formában is leírható törvények szerint működik. A tudomány előfutára a francia Antoine de Montchrestien, első ismert és elismert képviselői, Adam Smith, Jean-Baptiste Say, David Ricardo, Thomas Malthus – akiket ma összefoglaló néven klasszikusoknak nevezünk – egyben sikeres üzletemberek, az individualista, polgári liberális eszmék és a felvilágosodás hívei voltak. Az államnak a gazdaságba való beavatkozását az esetek többségében szükségtelennek, sőt károsnak ítélték, mondván, az egyensúly, a (lét)biztonság, az igazságosság pusztán piaci folyamatok révén is érvényre jutnak, ha a tisztességes verseny biztosított.
Velük szemben Karl Marx a közgazdaságtan „törvényeit” a munkásosztály kizsákmányolásának, a kapitalizmus szükségszerűen bekövetkező válságának, a társadalmi tulajdon nagyobb hatékonyságának igazolására próbálta felhasználni.
A klasszikusoknak a neoklasszikusok által továbbfejlesztett elméletét a 20. század elején, különösen pedig a nagy gazdasági világválság után egyre több kritika érte. Nem igazolódott be a piaci folyamatok „mindenhatóságának” tézise; számos esetben szükségessé, sőt hasznossá vált az állami beavatkozás, a gazdasági tervezés. John Maynard Keynes volt ennek az időszaknak a legnagyobb közgazdasági gondolkodója; tőle származik a mikro- és makroökonómia tulajdonképpeni szétválasztása is. Keynes makroökonómiai rendszere arra épült, hogy egy nemzetgazdaság „piacán” a kereslet stabilan modellezhető az emberek aggregált fogyasztásának elemzésével. A követői által megteremtett keynesianizmus évtizedekig irányvonalat adott a nyugati országok gazdaságpolitikájának.

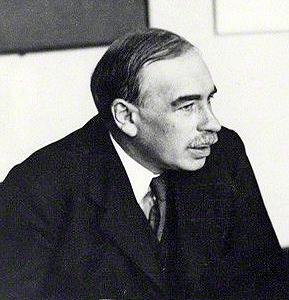
John Maynard Keynes, a modern makroökonómia megteremtője

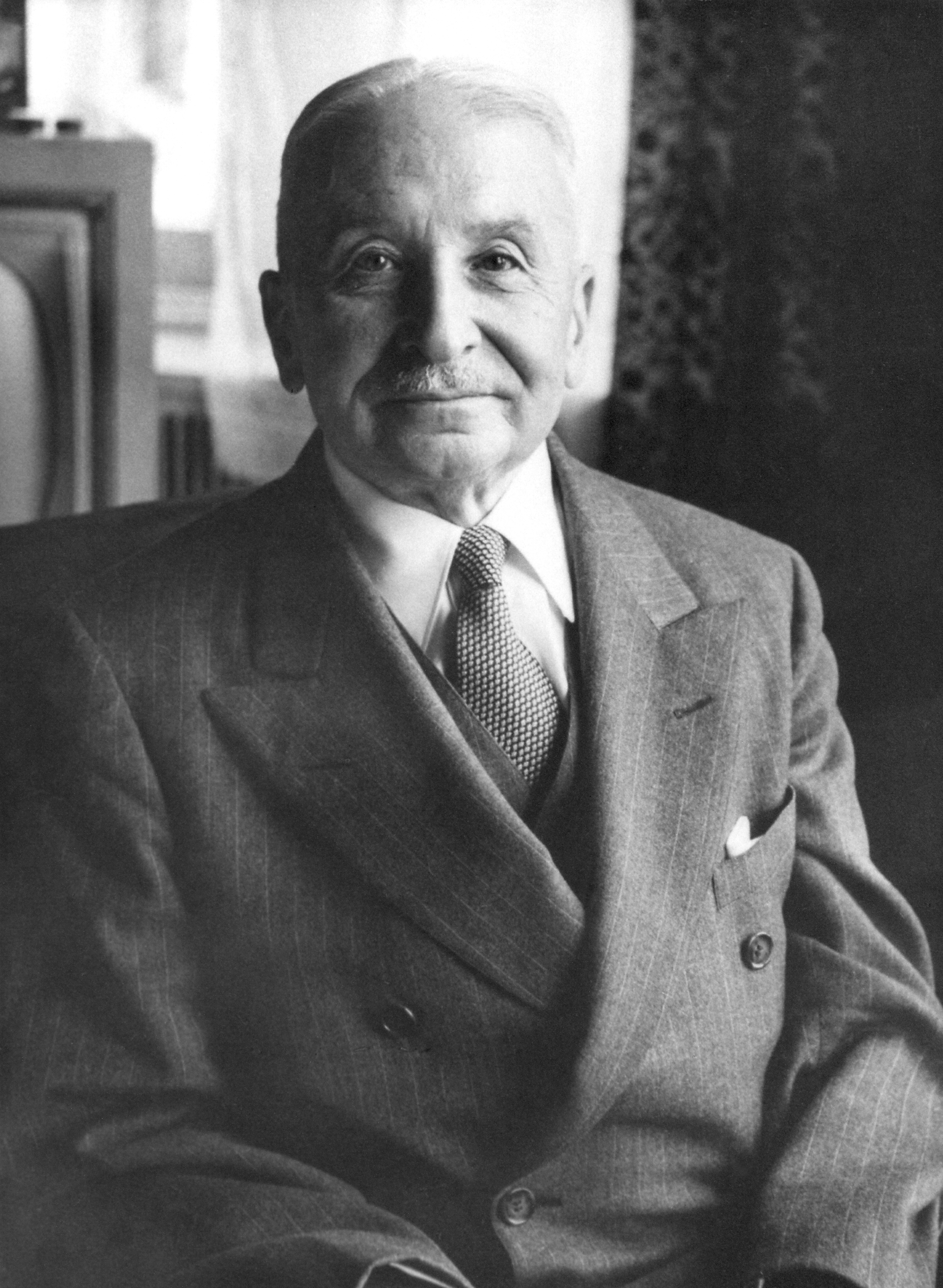
Ludwig von Mises, a klasszikus liberális irányzatú osztrák közgazdaságtani iskola központi alakja

A neoklasszikus iskola főbb alaptételeit elfogadó, de az ember gazdasági viselkedését társadalomtudományi keretekben tárgyaló irányzat az ún. osztrák iskola. Követői a módszertani individualizmus következetes hívei, a gazdaság szereplőinek viselkedését az ideáltipikus szereplők megértésén keresztül képzelik el. Az iskola alapítójának Ludwig von Misest tartják. A második világháború előtti magyar közgazdasági gondolkodásra meghatározó jelentőségű volt az osztrák iskola, amit az 1970-es években, a túlzott makroökonómiai általánosításokkal szemben fedezett fel újra a közgazdaságtan fősodra. Legismertebb képviselője, Friedrich August von Hayek 1974-ben kapta meg a közgazdasági Nobel-díjat.
Az 1970-es évek gazdasági válságai, illetve az olajválságok olyan problémákat idéztek elő a nyugat-európai gazdaságokban, amelyek a sikertelen gazdaságpolitikára a keynesianizmus helyett más elméletekben keresték a válaszokat. Új irányzatok nyertek teret: a Milton Friedman (1976-ban Nobel-díjas) nevéhez kapcsolt monetarizmus, amely a keynesi rendszerben a fogyasztás helyett a gazdaság pénzkeresleti függvényét tekintette meghatározó eszköznek; a makroökonómiai elméletéhez az egyéni döntésekre visszavezethető, mikroökonómiai alapokat kereső újklasszikus makroökonómia, a már említett osztrák iskola követői, majd a keynesi és a neoklasszikus szintézist felélesztő újkeynesianizmus.
A kapitalizmus káros kísérőjelenségei, a társadalmi kohézió és a tervezés hiánya, a környezetrombolás és a domináns iskolák egyéb hiányosságainak hatására azonban a marxi hagyományokat folytató neomarxizmus, az intézmények és tulajdonviszonyok szerepét hangsúlyozó institucionalizmus, valamint az etikai koordinációra nagy hangsúlyt fektető alternatív irányzatok is kibontakoztak.
A mikroökonómia történetében jóval kevesebb törés figyelhető meg. A közgazdaságtan ezen résztudománya még ma is neoklasszikus alapokon nyugszik. Ugyanakkor számos, a neoklasszikus modellek alapjait képező feltevés (így például a piaci erőfölény hiánya, a szereplők tökéletes informáltsága vagy a piaci folyamatok azonnali lefolyása) megcáfolása jellemzi a mikroökonómia fejlődését.

## A legjelentősebb közgazdaságtani irányzatok
- Klasszikus közgazdaságtan
- Marxista közgazdaságtan
- Neoklasszikus közgazdaságtan
- Osztrák közgazdaságtani iskola
- Keynesiánus közgazdaságtan
- Monetarizmus
- Újklasszikus makroökonómia
- Intézményi közgazdaságtan
- Alternatív közgazdaságtan

## A közgazdaságtan részterületei
- Makroökonómia: a gazdaság egészét, annak törvényszerűségeit vizsgálja. A gazdasági szereplőket ágazatokká, szektorokká foglalja össze; a termékeket termékcsoportokká, termékhalmazzá összesíti.
- Mikroökonómia: feltárja, megmagyarázza a piac, a piaci szereplők jellemzőit, a piaci folyamatokban megnyilvánuló törvényszerűségeket. Elkülönült piaci szereplők (fogyasztók, háztartások, vállalatok) oldaláról ábrázolja a gazdaságot. A gazdaság alapegységeit elemzi, a gazdasági szereplők alapvető típusait tanulmányozza.
- Agrárgazdaságtan
- Államháztartástan
- Átmenettan (Tranzitológia)
- Fejlődésgazdaságtan
- Gazdaságpolitika
- Információgazdaságtan
- Jóléti közgazdaságtan
- Környezetgazdaságtan
- Közösségi gazdaságtan
- Matematikai közgazdaságtan
- Munkagazdaságtan
- Nemzetközi gazdaságtan: a nemzetközi pénzügyek, cserefolyamatok, tőkemozgások, nemzetközi vállalatok közgazdasági sajátosságait elemzi.
- Pénzügytan
- Regionális gazdaságtan
- Összehasonlító gazdaságtan
- Vállalatgazdaságtan
- Viselkedési közgazdaságtan

## Kapcsolódó tudományok és segédtudományok
- Játékelmélet
- Kereskedelmi jog
- Gazdaságföldrajz
- Gazdaságtörténet
- Közösségi választás elmélete
- Marketing
- Matematika
- Operációkutatás
- Ökonometria
- Pénzügyi jog
- Politikatudomány
- Pszichológia
- Rendszerelmélet
- Statisztika
- Számvitel
- Szervezéstudomány
- Szociológia

## Képzést indító felsőoktatási intézmények
- Kaposvári Egyetem Gazdaságtudományi Kar
- Károli Gáspár Református Egyetem
- Budapesti Corvinus Egyetem Közgazdaságtudományi Kar
- Budapesti Gazdasági Egyetem Pénzügyi és Számviteli Kar
- Budapesti Gazdasági Egyetem Külkereskedelmi Kar
- Budapesti Gazdasági Egyetem Kereskedelmi, Vendéglátóipari és Idegenforgalmi Kar
- Budapesti Műszaki és Gazdaságtudományi Egyetem Gazdaság- és Társadalomtudományi Kar
- Debreceni Egyetem Közgazdaság- és Gazdaságtudományi Kar
- Eötvös Loránd Tudományegyetem Társadalomtudományi Kar
- Nemzeti Közszolgálati Egyetem Államtudományi és Nemzetközi Tanulmányok Kar
- Pannon Egyetem Gazdaságtudományi Kar
- Pécsi Tudományegyetem Közgazdaságtudományi Kar
- Széchenyi István Egyetem, Kautz Gyula Gazdaságtudományi Kar
- Szegedi Tudományegyetem Gazdaságtudományi Kar
- Wekerle Sándor Üzleti Főiskola
- Soproni Egyetem Lámfalussy Sándor Közgazdaságtudományi Kar
- Kodolányi János Egyetem Gazdálkodási és Menedzsment Tanszék[3]